# Villefranche-de-Lonchat
Villefranche-de-Lonchat ist eine französische Gemeinde mit 956 Einwohnern (Stand 1. Januar 2022) im Département Dordogne in der Region Nouvelle-Aquitaine; sie gehört zum Arrondissement Bergerac und zum Kanton Pays de Montaigne et Gurson. Sie wurde wohl um 1284/87 als Bastide gegründet.

## Bevölkerungsentwicklung
Villefranche wurde im Hundertjährigen Krieg sehr geschädigt. 1301 wurden 260 „Herdstellen“ (Haushalte) besteuert, 1365 war es nur noch ungefähr die Hälfte.
| Jahr                       | 1962 | 1968 | 1975 | 1982 | 1990 | 1999 | 2009 | 2017 |
| Einwohner                  | 814  | 814  | 740  | 801  | 735  | 786  | 923  | 973  |
| Quellen: Cassini und INSEE |      |      |      |      |      |      |      |      |